# William Talman
Pour les articles homonymes, voir Talman.

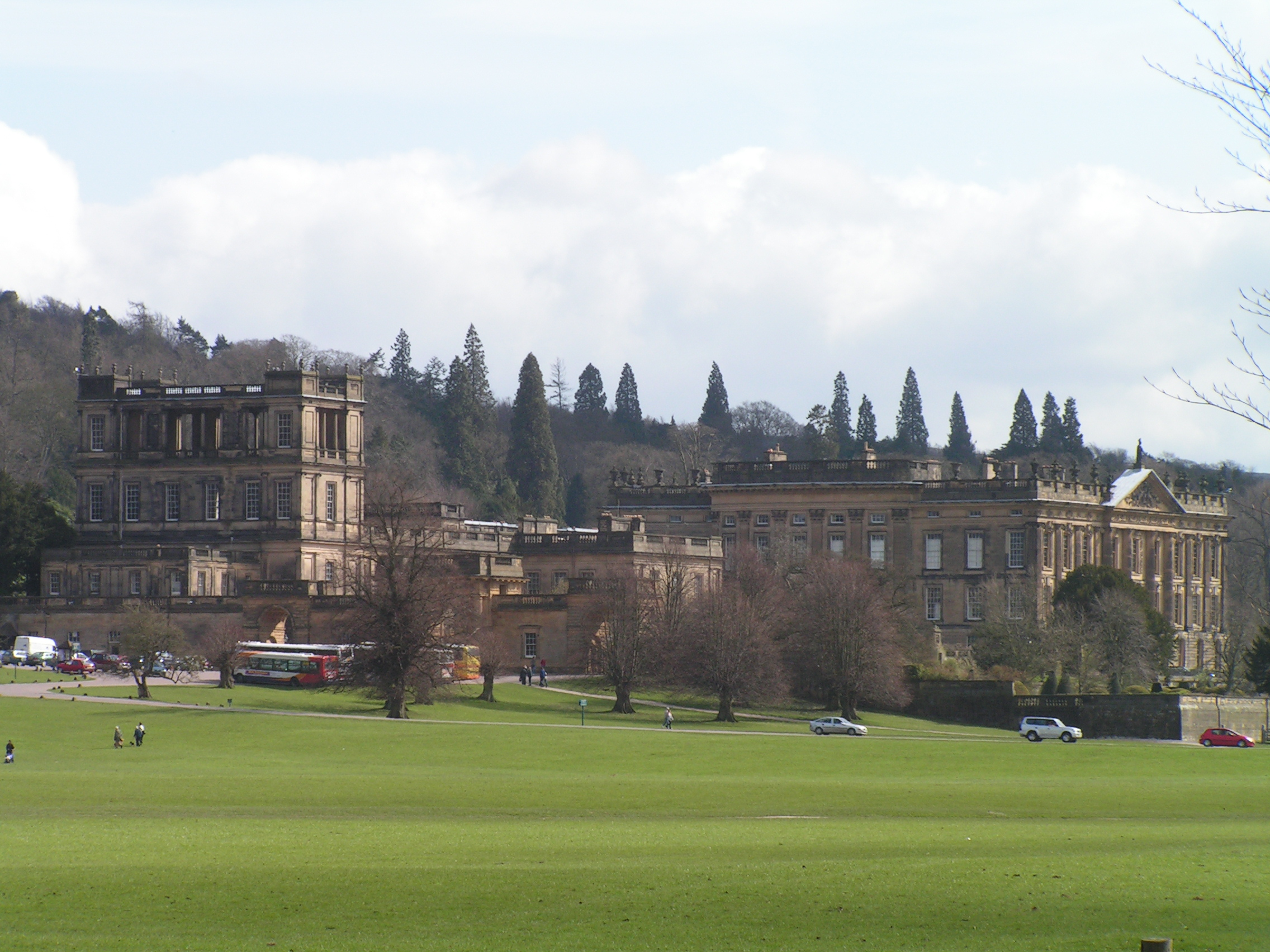
Vue actuelle de la Chatsworth House.

William Talman (1650-1719) est un architecte et paysagiste anglais. Élève de Christopher Wren, l'œuvre principale de Talman s'incarne dans la Chatsworth House, considérée comme la première demeure privée baroque du monde britannique. Talman était connu pour son caractère revêche et peu urbain, difficile d'abord, en tout cas ce fut certainement l'avis du duc de Carlisle et la raison pour laquelle John Vanbrugh ne sélectionna pas Talman comme architecte de la maison baroque britannique la plus remarquable, le Castle Howard.
Lors de sa longue carrière, Talman travailla sur beaucoup de villas anglaises dont : Dyrham Park, dans le Gloucestershire ; Hanbury Hall, dans le Worcestershire ; Herriard Park, dans le Hampshire ; Kimberley Hall, dans le Norfolk ; Lowther Castle (en), dans le Cumbria ; Milton Hall, Peterborough ; Swallowfield Park (en), Berkshire ; Uppark (en), Sussex de l'Ouest ; Waldershare Park, Kent.
Talman et sa famille sont immortalisés dans le portrait fait par Giuseppe Grisoni exposé à la National Portrait Gallery à Londres.